# Alemanes de Besarabia
Los alemanes de Besarabia son uno de los grupos de alemanes del mar Negro que vivieron en Besarabia (hoy parte de Moldavia y Ucrania) entre 1814 y 1940. Emigraron entre 1814 y 1842 desde Wurtemberg y Prusia hacia la región de Besarabia en el mar Negro. En su historia de 125 años, los alemanes de Besarabia habitaron áreas rurales del país. Hasta que emigraron a la Alemania nazi (Pacto Ribbentrop-Mólotov), conformaban una minoría de aproximadamente 93 000 personas que representaban el 3 % de la población local.
La personalidad más prominente descendiente de alemanes de Besarabia es el ex presidente de Alemania Horst Köhler. Hasta 1940, sus padres vivieron en la colonia Ryshkanovka, al norte de Besarabia, y luego se mudaron a Polonia, que entonces estaba ocupada por Alemania y allí fue donde nació Köhler.

## Blasón
El blasón de los alemanes de Besarabia (creado después de la Segunda Guerra Mundial) simboliza la patria del mar Negro abandonada en 1940. El blasón consiste en un escudo como componente principal del emblema heráldico. A través de 4 divisiones, se simbolizan los colores del país y otras propiedades. 
- Azur simboliza el cielo azul sobre la estepa.
- Oro está relacionado con los campos dorados.
- Gules está tomado de la bandera rumana - condición de ciudadanos que tenían los alemanes de Besarabia.
- La cruz simboliza la Iglesia y la religión.
- El caballo simboliza el mejor amigo del campesino.

## Himno
El himno besarabiano Bessarabisches Heimatlied fue compuesto en 1922 por Albert Mauch, director del Werner-Seminar, una universidad alemana en Sarata.

## Orígenes
Los nómadas tártaros de la región meridional de Besarabia, Budjak, emigraron después de la conquista rusa, dejando el área casi desértica. Rusia intentó atraer a colonos extranjeros para poblar la zona y trabajar en granjas, ya que sus propios granjeros eran principalmente siervos. El objetivo de esto fue restablecer la agricultura en el rico suelo negro. El zar Alejandro I emitió un manifiesto el 29 de noviembre de 1813, en el que prometía a los colonos alemanes los siguientes privilegios:
- Donación de tierras
- Créditos sin intereses
- Exención de impuestos durante 10 años
- Autonomía
- Libertad de religión
- Exención del servicio militar.

Los agentes de Rusia fueron con estas promesas a Wurtemberg, la zona noreste de Alemania (Mecklemburgo) y al Gran Ducado de Varsovia, donde los colonos alemanes se habían establecido sólo unos años antes.

### Emigración

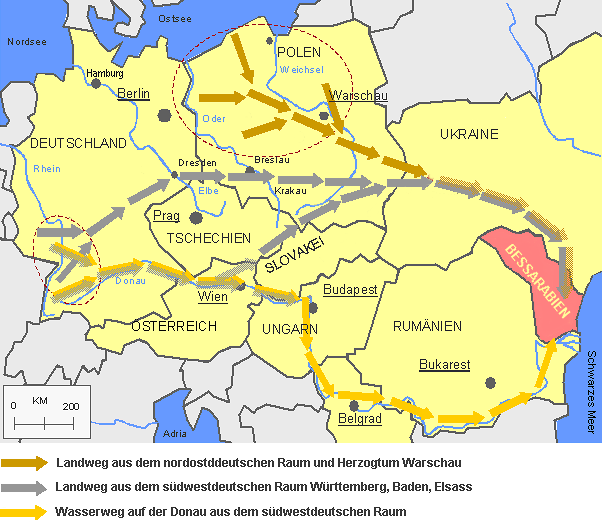
Emigración a Besarabia.

Entre 1814 y 1842, más de 2000 familias consistentes en aproximadamente 9000 personas migraron a la Besarabia Rusa. Muchos venían de las zonas meridionales de Alemania de Wurtemberg, Baden, Alsacia, el Palatinado Renano y Baviera; el pico ocurrió en 1817.
Después de la distribución de pasaportes por parte de las autoridades alemanas empezaron el viaje en grandes grupos, conocidos como Kolonnen ("columnas"). El tiempo que les llevó en cubrir los 2000 km fue entre dos y seis meses, dependiendo de la ruta del viaje. Muchos de ellos emigraron por razones religiosas.
Los emigrantes del sur de Alemania se desplazaron siguiendo el curso del Danubio desde Ulm (a unos 100 km al sudeste de Stuttgart y 130 km al noroeste de Múnich). Allí se embarcaron en botes Ulm, un tipo de barco de sentido único. Muchos emigrantes cayeron enfermos y murieron mientras viajaban en estos barcos. El viaje les llevó río abajo al delta del Danubio en la desembocadura al mar Negro. Una vez que llegaron a Izmail, los emigrantes fueron puestos en cuarantena durante semanas en una isla del delta, lo que provocó más víctimas. Se piensa que cerca del 10 % de los emigrantes no sobrevivieron al viaje.
Los emigrantes de las regiones del norte y este de Alemania, así como los de Polonia, viajaron a caballo y en carros. Ellos fueron los primeros alemanes en llegar a Besarabia, en 1814, y fueron conocidos como los Colonos de Varsovia debido a sus orígenes.

### Razones para la emigración
Las razones para la emigración del Gran Ducado de Varsovia eran:
- La objeción a las leyes de extranjería polacas.
- Una situación económica preocupante.

Las razones para la emigración desde el sur de Alemania fueron:
- El servicio militar obligatorio.
- La servidumbre.
- El régimen opresivo.
- Epidemias en las cosechas y la hambruna.
- Los altos impuestos.
- La escasez de tierras.
- Religiosos:
  - Pietismo - El movimiento de Reforma protestante para la práctica de la piedad.
  - milenarismo - Creencia en una Edad de Oro donde "Cristo reinará" durante miles de años.

## Colonización bajo las leyes rusas

### Asentamientos

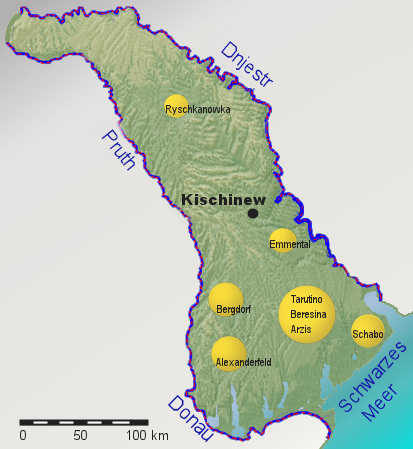
Principales zonas de asentamiento de las 150 colonias alemanas de Besarabia.

La Rusia zarista estableció a los emigrantes alemanes en Besarabia de acuerdo a un plan. Recibieron sus tierras en la región meridional, asignadas lejos, en superficies de la estepa sin árboles en la parte sur de Besarabia (Budjak). En la primera fase del asentamiento, hasta 1842, se desarrollaron veinticuatro colonias alemanas. Los asentamientos se hallaban normalmente en valles con colinas. Las granjas tenían hasta 50 m de ancho y estaban bordeadas por acacias. Mientras que las propiedades sólo tenían 20 m a lo largo de la carretera, pero se extendían hasta 250 m de profundidad. Las elongadas casas de un piso siempre se levantaban con un gablete dando a la calle. Los edificios encalados fueron construidos de ladrillos limo o piedra natural. En las granjas había establos, graneros, un almacén y una bodega. En la parte de atrás de la finca había huertos con frutales, hortalizas y viñedos.

### Autonomía
La autonomía de los asentamientos alemanes prometida por el zar durante el reclutamiento se aplicaba a través de una autoridad rusa especial con el nombre alemán de Fürsorgekomitee (Comité de Servicios para el Bienestar), previamente Vormundschaftskontor. Se preocupaba de los asentamientos de todos los colonos alemanes en el sur de Rusia. Estuvo ubicado inicialmente en Chisináu, después en Odesa. El idioma oficial del departamento, al que pertenecía un presidente y aproximadamente 20 trabajadores (un traductor oficial, un médico, un cirujano veterinario, un agrimensor, etc.), era el alemán. Sus presidentes fueron:
| Nombre                    | Duración del cargo |
| ------------------------- | ------------------ |
| General Ivan Insov        | 1818-1845          |
| Staatsrat Eugene von Hahn | 1845-1849          |
| Baron von Rosen           | 1849-1853          |
| Baron von Mestmacher      | 1853-1856          |
| Islawin                   | 1856-1858          |
| Alexander von Hamm        | 1858-1866          |
| Th. Lysander              | 1866-1867          |
| Vladimir von Oettinger    | 1867-1871          |

El Comité protegió los derechos de los colonos y supervisó sus obligaciones con respecto al gobierno ruso. Por debajo del Fürsorgekomitee había 17 funcionarios para las aproximadamente 150 municipalidades alemanas, con un jefe de área (Oberschulz). Sus tareas, entre otras, incluían la administración de los bomberos.

## Nombres de lugares
Originalmente, las parcelas de tierra concedidas a los colonos sólo llevaban números, por ejemplo, "Estepa 9". En los primeros años de los asentamientos, el Fürsorgekomitee empezó a renombrar las villas. Estas designaciones fueron conmemoraciones de lugares con victoriosas batallas contra Napoleón, como Tarutino, Borodino, Beresina, Dennewitz, o lugares de origen de los colonos, como Arzis, Brienne, París, Leipzig, Teplitz o Katzbach. Después de 1842, los colonos empezaron a nombrar sus propios pueblos con sus propias aspiraciones - Hoffnungstal (valle de la esperanza), Friedenstal (valle de la paz) - o con motivos religiosos - Gnadental (valle de la gracia), Lichtental (valle de la luz). Numerosos establecimientos alemanes tomaron nombres de origen rumano u turco-tártaro, como Albota (caballo blanco), Basyrjamka (mina de sal), Kurudschika (secano) y Sarata (salado).

### Desarrollo de los asentamientos
A pesar de los incentivos concedidos, las condiciones de vida en las colonias eran duras. El clima diferente y las enfermedades extinguieron a familias enteras. Las enfermedades del ganado vacuno, las inundaciones, las epidemias como la peste y el cólera, los problemas de las cosechas y los enjambres de saltamontes obstruyeron el trabajo de reconstrucción. Las primeras viviendas solían ser casas de barro con suelos de caña. Sólo las posteriores generaciones pudieron llevar una vida regulada e independiente en áreas económicas, culturales y religiosas. El lenguaje coloquial era el alemán y el idioma oficial era el ruso. Las características de los asentamientos eran la laboriosidad, la devoción religiosa, las grandes familias y los ahorros.
Los primeros 24 pueblos de emigrantes alemanes fueron llamados "colonias madre". Continuaron desarrollándose en el contexto de la colonización nacional rusa. Estos asentamientos desarrollados después de 1842 se llamaban "colonias hijas". Principalmente fueron debidas a los asentamientos privados de besarabianos nativos que ya vivían en el país. Las primeras 24 colonias fueron:
| Asentamiento | Año  | Asentamiento | Año  | Asentamiento | Año  |
| ------------ | ---- | ------------ | ---- | ------------ | ---- |
| Borodino     | 1814 | Alt-Elft     | 1816 | Neu-Arzis    | 1824 |
| Krasna       | 1814 | Paris        | 1816 | Neu-Elft     | 1825 |
| Tarutino     | 1814 | Arzis        | 1816 | Gnadental    | 1830 |
| Klöstitz     | 1815 | Brienne      | 1816 | Lichtental   | 1834 |
| Kulm         | 1815 | Teplitz      | 1817 | Dennewitz    | 1834 |
| Wittenberg   | 1815 | Katzbach     | 1821 | Friedenstal  | 1834 |
| Beresina     | 1815 | Sarata       | 1822 | Plotzk       | 1839 |
| Leipzig      | 1815 | Alt-Posttal  | 1823 | Hoffnungstal | 1842 |

### Agricultura
Como lo ordenó el zar durante su reclutamiento, casi todos los recién llegados trabajaban en granjas. Cada familia alemana recibió 60 desyatinas (unas 65 hectáreas) del Estado. La zona de los asentamientos se sitúa en un cinturón de tierra negra de Besarabia, cuya tierra es considerada entre las mejores de Europa para la labranza. Por ello, la fertilización no era necesaria. Los principales cultivos fueron trigo y maíz. En algunas colonias grandes se practicó la viticultura, pero muchas granjas sólo producían vinos para cubrir sus propias necesidades.
Los alemanes practicaron poco la ganadería, porque no se necesitaba estiércol para fertilizar el suelo. Por tanto, normalmente se secaba y se utilizaba en el invierno como combustible. El pastoreo estaba más extendido, especialmente las ovejas karakul de lana fina. Los gorros de hombre negro tradicionales se hacían de lana. La cría de aves de corral para consumo propio era una cuestión de cada granja. Al contrario que otros granjeros, los alemanes usaban caballos en vez de bueyes para tirar.

### Nuevos asentamientos
Al crearse la última colonia (Hoffnungstal) en 1842, dejaron de afluir emigrantes desde Alemania. Más tarde, una autocolonización empezó en asentamientos privados dentro del país. Las fronteras de las 24 Mutterkolonien habían sido limitadas debido al incremento de la población. Los alemanes besarabianos compraron o alquilaron tierras de los grandes terratenientes rusos y crearon nuevos pueblos.
En 1920, dos años después de la unión de Besarabia con Rumania, empezó la reforma agraria rumana, en la que a los grandes terratenientes con más de 100 hectáreas se les expropió el exceso de tierra que tenían. Su propiedad fue distribuida a los campesinos, recibiendo cada uno 6 hectáreas. Hektardörfer, o los pueblos hectáreas, surgieron en la tierra liberada. Unos 150 asentamientos alemanes se crearon durante la presencia de los alemanes en Besarabia entre 1814 y 1940.

## Instituciones de la Besarabia alemana

### Iglesia
La iglesia y la religión moldearon intensamente la vida de todos los alemanes de Besarabia, porque muchos de sus ancestros habían dejado sus hogares en Alemania por razones religiosas. En el extranjero, conservaron el idioma alemán en la Biblia y en los libros de himnos. En los pueblos recientemente fundados, los puestos de trabajo fueron primero instalaciones comunales. En los grandes municipios, estos eran una iglesia para más de 1000 fieles, en pueblos menores era una casa de rezos, que incluía la vivienda del sacristán y la escuela. Los colonos pagaban el mantenimiento de la iglesia, la escuela, el sacristán y el maestro (normalmente un sacristán-maestro con funciones duales).
La mayoría de los aproximadamente 150 asentamientos alemanes fueron organizados en 13 Kirchspielen (parroquias) y tres Pfarrgemeinden de denominación luterana. Cada parroquia tenía un ministro, que era responsable de varios pueblos dentro de las parroquias. Además había parroquias protestantes (Schabo) y una iglesia de distrito católica con cuatro municipalidades (Balmas, Emmental, Krasna, Larga). Estas pertenecían a la diócesis de Cherson, que fue creada el 3 de julio de 1848. El nombre de la diócesis se cambió por Tiráspol poco después. La sede de la diócesis se estableció en Sarátov por el primer obispo Ferdinand Helanus, que permaneció hasta 1918. El obispo Alois Josef Kessler trasladó la sede a Odesa para escapar de los Bolcheviques, pero después de su victoria se fue a Alemania en 1921 y la diócesis fue desmantelada en la URSS.

### Instalaciones educativas
En el nivel más bajo estaban las escuelas elementales en los pueblos alemanes. En los primeros años, algunos de los habitentes solían enseñar en la escuela, hasta 1892, cuando sólo a los profesores graduados se les permitió dar clases. Había un Gymnasium (instituto de segunda enseñanza) para niños y niñas en Tarutino. En Sarata se creó la Escuela Werner para la instrucción de maestros.